# Ihungia (rivière)
La rivière Ihungia  (anglais : Ihungia River) est un cours d’eau du nord-est de l’Île du Nord de la Nouvelle-Zélande, dans le District de Gisborne dans la région de Gisborne. 

## Géographie
Elle s’écoule vers le nord à partir de sa source à l’intérieur à partir de Te Puia Springs, rejoignant la rivière Mata à 15 km au sud-ouest de Ruatoria.